# 舍爾納河

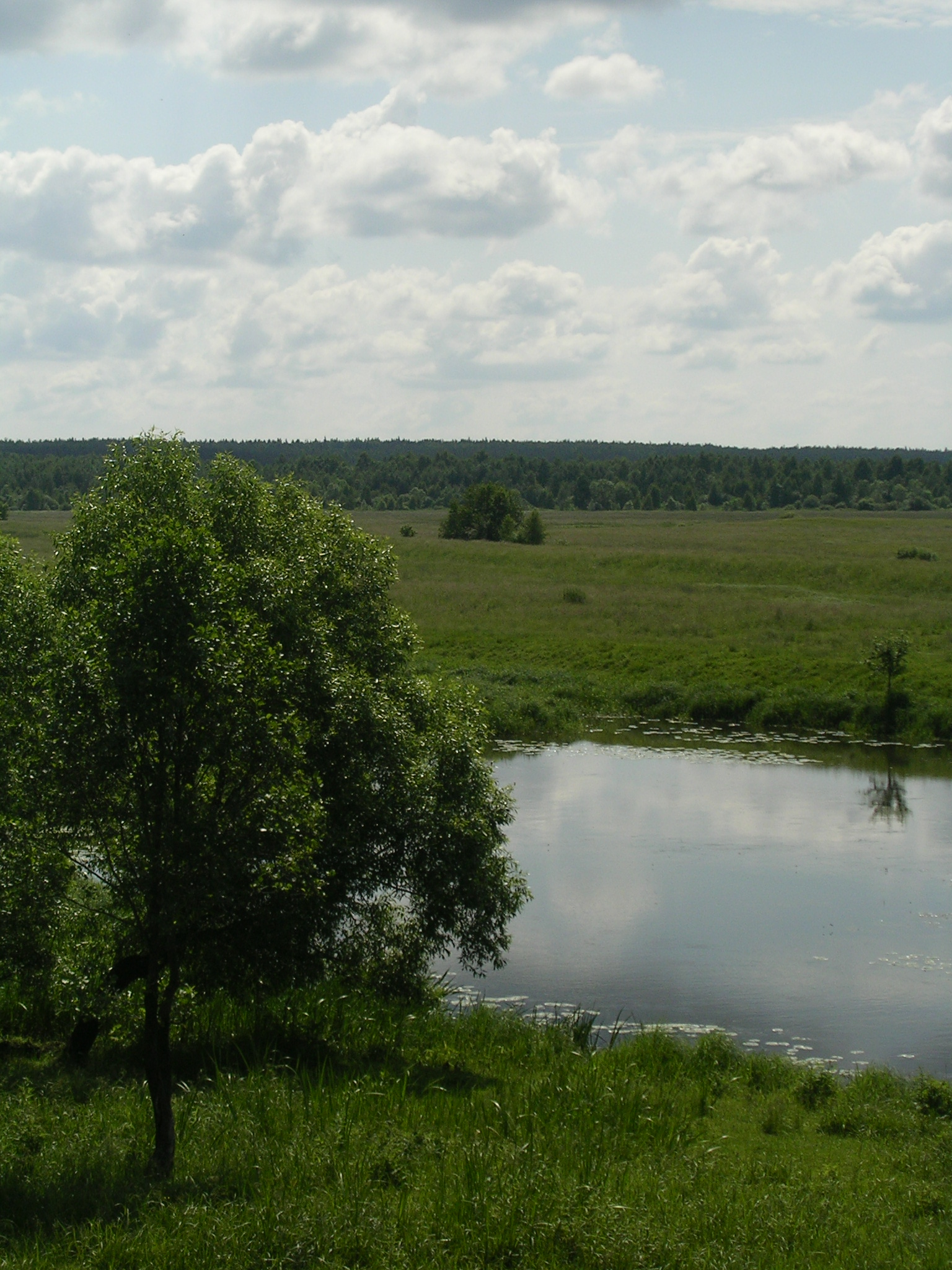
舍爾納河

舍爾納河是俄羅斯的河流，位於弗拉基米爾州和莫斯科州，屬於克利亞濟馬河的左支流，河道全長89公里，流域面積1,890平方公里，河道闊度20至40米，平均水深2米。